# Krčmaňská aféra

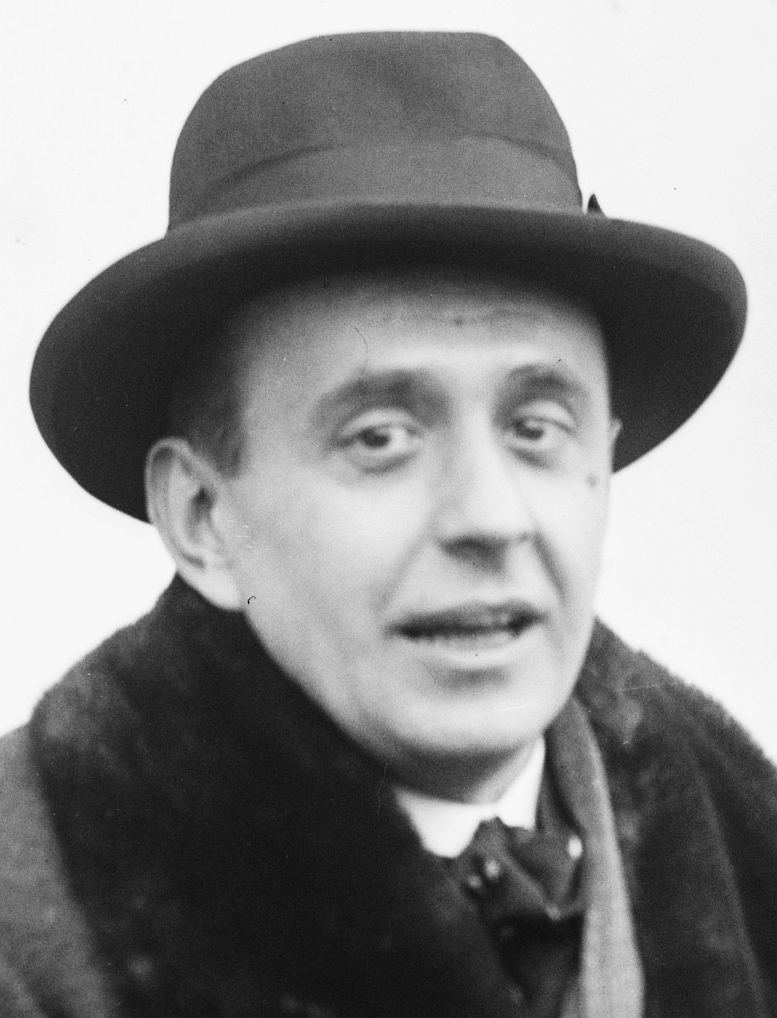
Jan Masaryk

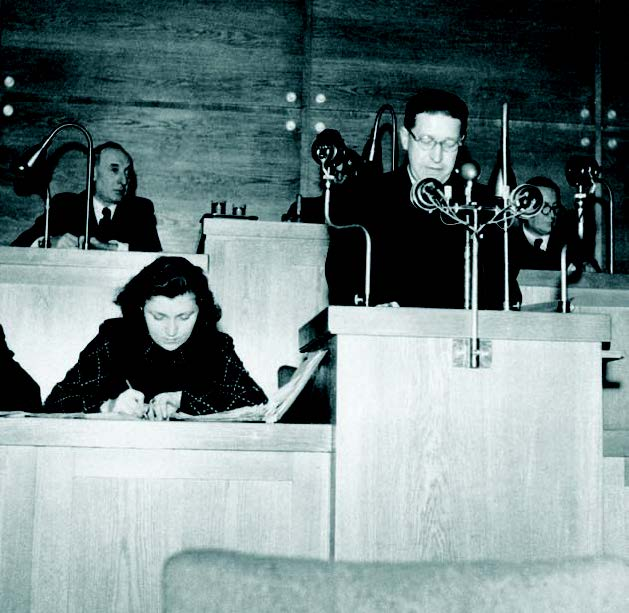
Prokop Drtina hovoří v Národním shromáždění o Krčmaňské aféře

Krčmaňská aféra (nazývaná též krabičková aféra či krabičkový atentát) je skandál, který propukl v roce 1947 okolo neúspěšného pokusu o atentát na tři nekomunistické ministry vlády: Petra Zenkla, Jana Masaryka a Prokopa Drtinu. Stopy od balíčků s náložemi vedly na Olomoucko a do Parlamentu ke členům komunistické strany. Komunisté (počínaje ministrem vnitra Noskem), kteří už v té době ovládali Sbor národní bezpečnosti, kladli vyšetřování maximální odpor a k procesu s údajnými pachateli nikdy nedošlo, protože jejich stíhání bylo po únorovém převratu zrušeno.
10. září 1947 byly odeslány poštou tři balíčky označené jako voňavky na adresy členů čs. vlády Petra Zenkla, Jana Masaryka a Prokopa Drtiny. Balíčky doručené do kanceláře ministra spravedlnosti Drtiny a náměstkovi předsedy vlády Zenklovi vzbudily podezření, že obsahují pekelný stroj, a proto sekretář dr. Zenkla uvědomil ihned policii, která zjistila, že na poště leží další stejný balíček pro ministra zahraničí Jana Masaryka. Balíček určený Drtinovi otvíral náhodou bývalý důstojník, který jej opatrně rozbalil a vynesl na dvůr, kde zneškodnil mechanismus pekelného stroje a krabice byla odevzdána policii. Policie sledovala několik stop a po linii spravedlnosti byl případ svěřen úředníkům ministerstva spravedlnosti dr. Zdeňku Marjankovi a dr. Františku Doleželovi.
Mezitím poslanec za ČSNS profesor Vladimír Krajina byl upozorněn na řeči, které kolují v jedné obci nedaleko Olomouce. V místním hostinci v obci Krčmaň se truhlář Jan Kopka „pochlubil“, že kdyby chtěl, mohl by říci, kde byly krabice na „voňavky“ vyrobeny. Nato mu prý předseda krčmaňského MNV – strojvedoucí Josef Štěpánek – poklepal na rameno a prohlásil: „Samozřejmě, jen kdybychom chtěli. My dva uděláme přece vždycky pořádnou práci.“ Doktor Krajina na základě těchto zpráv zahájil šetření, které vedlo k zatčení několika osob a také k podání žaloby z přípravy k vraždě a porušení zákona na ochranu republiky.
Okresní národní výbor v Olomouci musel vyzvat Místní národní výbor v Krčmani, aby předsedu Štěpánka sesadil. Byl zatčen Štěpánkův příbuzný – vrátný krajského sekretariátu KSČ v Olomouci – poté co bylo zjištěno, že jeho žena osobně objednala u truhláře Kopky tři krabice „pro zvláštní účel“. Dále byl zatčen pyrotechnik z Olomouce, který dodal recept na složení pum.
Vyšetřování ukázalo:
1. že krabice obsahující třaskavinu vyrobil v Krčmani truhlář Jan Kopka, který se k tomu i přiznal.
2. že zhotovení krabic nařídil krajský sekretariát KSČ v Olomouci
3. že třaskaviny vložil do krabic komunistický poslanec Jaroslav Jura Sosnar.

Během vyšetřování byly objeveny tři tajné komunistické sklady těžkých kulometů, automatických i obyčejných pušek a ručních granátů. Bylo prokázáno, že atentát byl připravován s plným vědomím pražského komunistického politbyra.
V listopadu 1947 byl poslanec Sosnar zbaven imunity, vzdal se mandátu a byl zatčen.
Veřejné přelíčení se mělo konat v březnu 1948, avšak kvůli únorovému puči k němu už nedošlo a všichni usvědčení provinilci byli bez soudu a bez trestu propuštěni. Oficiální verzí se stala ta, podle níž byla celá aféra připravena národními socialisty jako provokace namířená proti komunistům. Zdeněk Marjanko, František Doležel, František Kolava (olomoucký národní socialista) a mnoho dalších účastníků aféry bylo zatčeno a perzekvováno.